# Umbilicaria americana
Umbilicaria americana är en lavart som beskrevs av Poelt & T. H. Nash. Umbilicaria americana ingår i släktet Umbilicaria och familjen Umbilicariaceae.   Inga underarter finns listade i Catalogue of Life.